# Сан-Андреас (розлом)

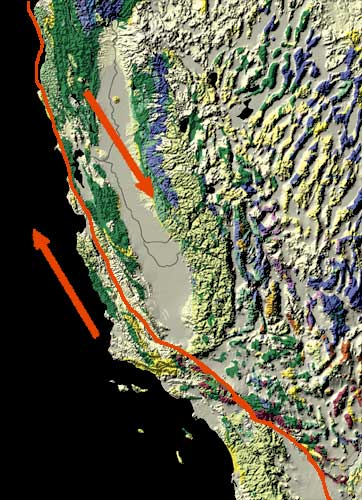
Мапа розлому Сан-Андреас

35°07′ пн. ш. 119°39′ зх. д. / 35.117° пн. ш. 119.650° зх. д.
Сан-Андре́ас (англ. San Andreas Fault) — трансформний розлом завдовжки 1300 км у Каліфорнії в США. Розлом розташований на межі Тихоокеанської та Північноамериканської плит. Утворився після зникнення плити Фараллон. Паралельно розлому Сан-Андреас, проходять розломи Сан-Габрієль та Сан-Хасинто. Із розломом пов'язані землетруси, що досягають 8,1 балів за шкалою Ріхтера і великі поверхневі зсуви до 7 м. Найвідомішими є земплетруси у Сан-Франциско (1906) та Лома-Прієті (1989).
1895 року вперше розлом ідентифікував професор геології Ендрю Лосон з Каліфорнійського університету у місті Берклі й назвав його на честь маленького озера, що знаходиться в долині, утвореній розломом на південь від Сан-Франциско лагуні Сан-Андреас. Після землетрусу 1906 року, Ендрю Лосон також виявив, що розлом Сан-Андреас тягнеться на південь усередину Південної Каліфорнії. Швидкість ковзання складає в середньому від 33 до 37 мм на рік.